# Barrie Mabbott
Barrie Mabbott, novozelandski veslač, * 19. november 1960, Carterton.
Mabbott je začel veslati na Westlake Boys High School, kasneje pa je postal predstavnik Nove Zelandije v četvercu s krmarjem. S tem čolnom je na Poletnih olimpijskih igrah 1984 v Los Angelesu osvojil bronasto medaljo.
Njegovi soveslači takrat so bili Don Symon, Kevin Lawton, Ross Tong ter Brett Hollister (krmar).
Mabbott je bil izbran že v selekcijo za nastop na Poletnih olimpijskih igrah 1980 v Moskvi, ki pa se jih zaradi bojkota zahodnih držav ni udeležil. 
Kasneje je nastopil na Igrah Commonwealtha 1986 v Edinburghu, kjer je v dvojcu brez krmarja skupaj z Ianom Wrightom osvojil srebrno, v osmercu pa bronasto medaljo. 